# Jay Hakkinen
Jay William Hakkinen (* 19. Juli 1977 in Kasilof, Alaska) ist ein ehemaliger US-amerikanischer Biathlet.

## Karriere
Jay Hakkinen startete von 1997 bis 2014 für das US-amerikanische Biathlon-Nationalteam und wurde von den beiden Schweden Mikael Löfgren und Per Nilsson trainiert.
Sein Verein ist der WSV Oberhof 05 in Deutschland. Seine beste Platzierung bei einem Weltcuprennen errang Hakkinen 1999 bei seinem Heimwettkampf in Lake Placid, wo er den 5. Platz belegte. Insgesamt kommt Hakkinen auf fünf Top-10-Platzierungen bei Weltcuprennen, bestes Ergebnis bei einem Großereignis ist der 10. Platz bei den Olympischen Winterspielen 2006 im Einzel.
Im Gesamtweltcup war der 33. Platz aus der Saison 2004/2005 Hakkinens bestes Ergebnis.
Beim Staffel-Rennen der Olympischen Winterspiele 2006 zeigte Hakkinen, dass er zur erweiterten Weltspitze gehört, indem er als Startläufer für das US-Team in Führung liegend an seinen Mannschaftskollegen Tim Burke übergab. Am Ende wurde die USA im Staffelrennen 9., welches das beste Resultat der Amerikaner bei internationalen Meisterschaften seit 1972 war. Jay Hakkinen nahm auch an den Olympischen Winterspielen 2010 teil. Sein bestes Resultat war der 54. Platz im Sprint. Mit der Staffel belegte er Rang 13.

## Biathlon-Weltcup-Platzierungen
Die Tabelle zeigt alle Platzierungen (je nach Austragungsjahr einschließlich Olympische Spiele und Weltmeisterschaften).
- 1.–3. Platz: Anzahl der Podiumsplatzierungen
- Top 10: Anzahl der Platzierungen unter den ersten zehn (einschließlich Podium)
- Punkteränge: Anzahl der Platzierungen innerhalb der Punkteränge (einschließlich Podium und Top 10)
- Starts: Anzahl gelaufener Rennen in der jeweiligen Disziplin
- Staffel: inklusive Mixed- und Single-Mixed-Staffeln

| Platzierung                      | Einzel | Sprint | Verfolgung | Massenstart | Staffel | Gesamt |
| -------------------------------- | ------ | ------ | ---------- | ----------- | ------- | ------ |
| 1. Platz                         |        |        |            |             |         |        |
| 2. Platz                         |        |        |            |             |         |        |
| 3. Platz                         |        |        |            |             |         |        |
| Top 10                           | 2      | 4      | 1          | 1           | 11      | 19     |
| Punkteränge                      | 8      | 31     | 18         | 8           | 32      | 97     |
| Starts                           | 44     | 108    | 55         | 8           | 34      | 249    |
| Stand: nach der Saison 2009/2010 |        |        |            |             |         |        |

```
Weblinks
```

- Homepage Jay Hakkinen (engl.)
- Jay Hakkinen in der Datenbank der IBU (englisch)
- Biografie (engl.)

| Personendaten    | Personendaten                              |
| ---------------- | ------------------------------------------ |
| NAME             | Hakkinen, Jay                              |
| ALTERNATIVNAMEN  | Hakkinen, Jay William (vollständiger Name) |
| KURZBESCHREIBUNG | US-amerikanischer Biathlet                 |
| GEBURTSDATUM     | 19. Juli 1977                              |
| GEBURTSORT       | Kasilof, Alaska, Vereinigte Staaten        |